# قلعه سرباز
قلعه سرباز مربوط به دوره قاجار و بعد از اسلام است و در سرباز، جنب ناحیه انتظامی شهر سرباز واقع شده و این اثر در تاریخ ۲۵ مهر ۱۳۸۳ با شمارهٔ ثبت ۱۱۲۱۶ به‌عنوان یکی از آثار ملی ایران به ثبت رسیده‌است.
قلعه سرباز از شاخص ترین بناهای تاریخی در جنوب استان سیستان و بلوچستان است که فاصله ی آن از مرکز شهرستان؛ آنچه مشخص است قلعه سرباز در اوایل دوران اسلامی پس از تسلط اعراب بر منطقه مکران ساخته شده است. کل بنا یک طبقه بوده و ورودی آن دالانی با سقف گنبدی داشته است و فضاهایی مثل مطبخ و اصطبل در آن وجود دارد. داخل قلعه سرباز ، تنها مقر سکونت خان و مامورین بود و بقیه ی افراد در مناطقی نزدیک قلعه میزیستند.